# Лондонський сучасний оркестр
Лондонський сучасний оркестр (ЛСО, англ. London Contemporary Orchestra, LCO) заснований у 2008 році Г'ю Брантом і Робертом Еймсом, є ансамблем молодих музикантів, чия заявлена мета — «досліджувати і просувати нову музику до все більш широкої аудиторії». Свій перший сезон ЛСО провів в лондонській церкві святого Луки і відтоді виступав на майданчиках і фестивалях як у Великій Британії, так і за кордоном, включаючи Roundhouse, Latitude Festival, The Old Vic Tunnels, Snape Maltings, Southbank Centre, Barbican, Spitalfield's Music, Royal Opera House та Unsound Festival. З того часу ЛСО записали музику до таких фільмів, як Тіб, Місячне сяйво, Макбет, Повільний Захід, Майстер, Два Папи та Американські тварини.
У січні 2022 року ЛСО відіграли безперервний 24-годинний концерт у Барбікан-центрі.
У 2010 році ЛСО увійшов до короткого списку номінантів на музичну нагороду Королівського філармонійного товариства (категорія «Розвиток аудиторії»), а у 2015 році ЛСО став переможцем у категорії «Ансамбль» на музичній премії Королівського філармонійного товариства.
Роль художнього керівника ділять між собою Роберт Еймс і Г'ю Брант. Вони також поділяють роль головного диригента.

## Загальна інформація
Перший сезон ЛСО 2008 року включав музику Марка-Ентоні Тернейджа, Кайї Сааріаго, Томаса Адеса, Яніса Ксенакіса, Саймона Холта, Роберто Карневале, Олів'є Мессіана, Джонні Ґрінвуда з Radiohead, а також нові твори молодих композиторів Емілі Холл, Коліна Александера та Джонатана Коула.
У травні 2009 року ЛСО співпрацював з експериментальним електронним дуетом Matmos та композиторкою Анною Мередіт, які дали серію виступів у Village Underground у Шордічі. ЛСО з'явився в Roundhouse у січні 2010 року в рамках фестивалю сучасної музики «Reverb», виконуючи твори Стіва Райха, Джона Кейджа, Biosphere та світову прем'єру концерту Шиви Фешарекі «TTKonzert». ЛСО дебютував на літньому музичному фестивалі Spitalfields Music Summer Festival у червні 2010 року та на фестивалі Aldeburgh Music «Faster Than Sound» у травні 2010 року. У жовтні 2010 року в Roundhouse відбулися три покази фільму 1927 року Метрополіс (відреставрована версія) з оригінальною партитурою Готтфріда Гупперца у живому виконанні ЛСО. Пізніше того ж року оркестр виконав роботу Френка Заппи The Yellow Shark в рамках святкування 70-річчя Заппи в Roundhouse.
ЛСО повернувся до Roundhouse у серпні 2011 року, щоб співпрацювати з художником Роном Арадом у роботі над «Curtain Call». У травні 2011 року ЛСО представив свій перший проєкт «LCO Soloists» у локації The Old Vic Tunnels. У березні 2012 року ЛСО виконав твори Ксенакіса, Габріеля Прокоф'єва, Джонні Ґрінвуда і Клода Вів'є перед аудиторією в 1200 осіб в рамках фестивалю «Reverb 2012» в Roundhouse. У 2012 році ЛСО дебютував у Southbank Centre, закриваючи фестиваль Meltdown (куратор — Еноні), виконавши твір Вільяма Басінскі «The Disintegration Loops».
У 2013 році ЛСО виконав на покинутій лондонській станції метро Олдвіч, на глибині 350 футів під землею, Glaubst du an die Unsterblichkeit der Seele Клода Вів'є. У 2015 році ЛСО став переможцем у номінації «Ансамбль» на музичній премії Королівського філармонічного товариства.
У 2018 році Лондонський сучасний оркестр взяв участь у створенні музики до першого саундтреку Тома Йорка для фільму Суспірія. Саундтрек Суспірія був номінований на 62-гу щорічну премію Ґреммі в категорії «Найкраща пісня, написана для візуальних медіа». У 2019 році ЛСО співпрацював з композитором Джедом Курзелем над низкою кінопроєктів, серед яких The Mustang, Проти всіх ворогів: історія Джин Сіберг, а у 2020 році — над Правдивою історією банди Келлі.
У січні 2022 року відбувся безперервний 24-годинний концерт у Барбікан-центрі, який включав виступи електронних музикантів KMRU, Actress і Powell, а також твори Джона Кейджа, Ельяни Радіг, Міки Леві, Елвіна Люсьєра, Майкла Ґордона і Джеймса Тенні. Також прозвучав Струнний квартет № 2 Мортона Фелдмана. Візуальні ефекти були розроблені художником проекційного картографування Ласло Жолтом Бордосом.

## Співпраця
ЛСО виступили з хедлайнерами Belle and Sebastian на фестивалі Latitude у липні 2010 року і знову приєдналися до гурту під час їхнього британського туру у грудні 2010 року. На концертах прозвучало багато аранжувань, вперше виконаних Belle and Sebastian і Лос-Анджелеським філармонічним оркестром у Голлівуд Боул у 2006 році. У червні 2010 року учасники ЛСО приєдналися до номінованого на премію Mercury Prize гурту Foals на фестивалі в Ґластонбері, де вони взяли участь у прямій трансляції на BBC Radio 6 Music. ЛСО з'являються на синглі гурту «Spanish Sahara» (radio edit).
ЛСО працювали з артистами, композиторами та брендами, серед яких Secret Cinema, Actress, Вів'єн Вествуд, Arcade Fire, Goldfrapp, Nike, Вільям Басінскі, Biosphere, Mira Calix, Мара Карлайл, Майк Фіггіс, Саймон Фішер Тернер, Foals, Джонні Ґрінвуд, Laurel Halo, Лорейн Джеймс, Matmos, Джиммі Пейдж, Джед Курзел, Френк Оушен, Coby Sey, Тейлор Свіфт і United Visual Artists.
Струнні та хорові партії ЛСО займають значне місце в альбомі Radiohead 2016 року A Moon Shaped Pool, номінованому на Mercury Prize. У співпраці зі Spitfire Audio ЛСО розробили бібліотеку семплів струнних у 2017 році, а в 2019 році вони випустили другий спільний семпл, цього разу текстур. 19 листопада 2019 року вийшла спільна робота ЛСО з Bastille для різдвяної реклами бренду John Lewis.

## LCO X Spitfire Audio
У 2017 році ЛСО співпрацював зі Spitfire Audio для створення London Contemporary Orchestra Strings, бібліотеки струнних семплів, що складається з 42 094 частин. Набір семплів був записаний у щільній кімнаті з секціями шести скрипок, чотирьох альтів, трьох віолончелей і двох контрабасів.
У 2019 році ЛСО вдруге співпрацював зі Spitfire Audio для створення London Contemporary Orchestra Textures. Бібліотека семплів, записана в авіаційному ангарі, містить чотири згруповані інструментальні ансамблі, кожен з яких складається з 12 окремих текстур.

## Нагороди
У 2010 році ЛСО увійшов до шорт-листа Королівської філармонійної премії (категорія «Розвиток аудиторії»), а у 2015 році став переможцем у категорії «Ансамбль» на Королівській філармонійній премії.

## Фільмографія
| Фільм                                   | Режисер                    | Реліз            | Нагорода |
| --------------------------------------- | -------------------------- | ---------------- | --- |
| Майстер                                 | Пол Томас Андерсон         | 21 вересня 2012  | Асоціація кінокритиків Чикаго — Найкращий саундтрек |
| Тіб                                     | Наджі Абу Новар            | 19 березня 2015  | BAFTA — Видатний дебют британського письменника, режисера або продюсера; Оскар номінація — Кращий фільм року іноземною мовою                                                          |
| Slow West                               | Джон Маклін                | 16 квітня 2015   | Кінофестиваль «Санденс» — Світове кіно (драматичне); Screen Music Awards — Саундтрек до повнометражного фільму року                                                                   |
| Rattle the Cage                         | Маджид аль Ансарі          | 10 грудня 2015   | |
| Макбет                                  | Джастін Курзель            | 11 грудня 2015   | Каннський кінофестиваль номінація — Золота пальмова гілка |
| Radiohead: «Daydreaming»                | Пол Томас Андерсон         | 6 травня 2016    | MTV Video Music Awards Japan номінація — Найкраще рок-відео |
| The White King                          | лекс Гелфрехт, Йорг Тіттел | 18 червня 2016   | Номінація на премію Майкла Пауелла — Найкращий британський повнометражний фільм; Edinburgh International Film Festival номінація — Найкраща гра у британському повнометражному фільмі |
| «The Dead Sea»                          | Стюарт Гетт                | 3 грудня 2016    | |
| Кредо вбивці                            | Джастін Курзель            | 14 грудня 2016   | Золотий трейлер — Golden Fleece TV Spot; Golden Trailer Awards номінація — Найкращий телевізійний ролик з оригінальною музикою                                                        |
| Чужий: Заповіт                          | Рідлі Скотт                | 4 травня 2017    | Академія наукової фантастики, фентезі та фільмів жахів номінація — Нагорода за найкращий науковий фільм; Fright Meter Awards номінація — Найкращі спецефекти                          |
| Тебе ніколи тут не було                 | Лінн Ремсі                 | 27 травня 2017   | Каннський кінофестиваль — Найкращий актор; Найкращий сценарій |
| Ритуал                                  | Девід Брукнер              | 13 жовтня 2017   | |
| Примарна нитка                          | Пол Томас Андерсон         | 25 грудня 2017   | Оскар, Британська академія телебачення та кіномистецтва і Золотий глобус — номіновано                                                                                                 |
| Американські тварини                    | Барт Лейтон                | 19 січня 2018    | Премія британського незалежного кіно — Дебютний сценарій та найкращий монтаж |
| What They Had                           | Елізабет Чомко             | 2 травня 2018    | |
| Calibre                                 | Метт Палмер                | 22 червня 2018   | Bafta Scotland Awards переможець і Премія британського незалежного кіно — номінація                                                                                                   |
| Three Identical Strangers               | Тім Вордл                  | 29 червня 2018   | Прайм-тайм премія «Еммі» і Британська академія телебачення та кіномистецтва — номінація: Найкращий документальний фільм                                                               |
| Суспірія                                | Лука Гуаданьїно            | 2 листопада 2018 | |
| Untouchable                             | Урсула Макфарлейн          | 25 січня 2019    | |
| Битва за Землю                          | Руперт Ваятт               | 28 березня 2019  | |
| Tell It To The Bees                     | Аннабель Янкель            | 2 травня 2019    | |
| The Mustang                             | Лор де Клермон-Тоннер      | 19 червня 2019   | Кінофестиваль «Санденс» — нагорода NHK |
| Dirt Music                              | Грегор Джордан             | 11 вересня 2019  | AACTA номіновано — Найкращий оригінальний саундтрек |
| Друзі назавжди                          | Габріела Каупертвейт       | 7 жовтня 2019    | |
| Оверлорд                                | Джуліус Ейвері             | 3 листопада 2019 | Премія Сатурн номінація — Найкращий фільм жахів та найкращий грим |
| The Cave                                | Ферас Фаяд                 | 18 жовтня 2019   | Оскар, номінація — Найкращий документальний фільм |
| Проти всіх ворогів: історія Джин Сіберг | Бенедикт Ендрюс            | 13 грудня 2019   | |
| Два Папи                                | Фернанду Мейрелліш         | 29 November 2019 | Оскар, Золотий Глобус, БАФТА і Кінопремія «Вибір критиків» — номінація |
| Dream Horse                             | Ейрос Лін                  | 24 січня 2020    | |
| Sulphur and White                       | Джуліан Джарролд           | 27 лютого 2020   | |
| Правдива історія банди Келлі            | Джастін Курзель            | 28 лютого 2020   | Премія AACTA — Найкраща оригінальна музика |
| Lost Girls                              | Ліз Гарбус                 | 9 березня 2020   | |
| The Forgotten Battle                    | Маттіс Ван Хейніген Мол.   | 14 грудня 2020   | |
| Сірано                                  | Джо Райт                   | 25 лютого 2021   | |
| Encounter                               | Майкл Пірс                 | 10 грудня 2021   | |

## Дискографія
Foals: «Miami» (Glastonbury Acoustic)

Реліз: 2 липня 2010

Лейбл: Warner Music UK Limited
Foals: «Spanish Sahara»

Реліз: 12 вересня 2010

Лейбл: Warner Music UK Limited
Джонні Ґрінвуд: The Master (Original Motion Picture Soundtrack)

Реліз: 10 вересня 2012

Лейбл: Nonesuch Records Inc.
Foals: Holy Fire

Реліз: 11 лютого 2013 

Лейбл: Transgressive
Джед Курзель: Slow West (Original Motion Picture Soundtrack)

Реліз: 12 травня 2015

Лейбл: Sony Classical Records
Джеррі Лейн: Theeb (Original Motion Picture Soundtrack)]

Реліз: 7 серпня 2015

Лейбл: Al Dakheel, Inc.
Джед Курзель: Macbeth (Original Motion Picture Soundtrack)]

Реліз: 1 жовтня 2015

Лейбл: Decca Records
Radiohead: A Moon Shaped Pool 

Реліз: 8 травня 2016

Лейбл: XL Recordings

Більшість треків на цьому альбомі виконані з оркестром і хором в аранжуванні Джонні Ґрінвуда.
Френк Оушен: Endless

Реліз: 19 серпня 2016

Лейбл: Def Jam Recordings
Френк Оушен: Blonde

Реліз: 20 серпня 2016

Лейбл: Boys Don't Cry
Justice: Woman

Реліз: 18 листопада 2016

Лейбл: Ed Banger Records
Alien: Covenant (Original Motion Picture Soundtrack), автор Джед Курзель

Реліз: 19 травня 2017

Лейбл: Milan Records
Actress X LCO: Audio Track 5

Реліз: 1 вересня 2017

Лейбл: Ninja Tune
Phantom Thread (Original Motion Picture Soundtrack), автор Джонні Ґрінвуд

Реліз: 12 січня 2018

Лейбл: Nonesuch
Actress X LCO: Lageos

Реліз: 25 May 2018

Лейбл: Ninja Tune
American Animals (Original Motion Picture Soundtrack), авторка Енн Нікітін

Реліз: 22 червня 2018

Лейбл: The Orchard
Том Йорк: Suspiria (Music for the Luca Guadagnino Film)

Реліз: 26 жовтня 2018

Лейбл: XL Recordings
Captive State (Original Motion Picture Soundtrack), автор Роб Сімонсен

Реліз: 15 березня 2019

Лейбл: Masterworks
Том Йорк: Anima 

Реліз: 19 липня 2019

Лейбл: XL Recordings
Dying Light 2: Stay Human

Реліз: 4 лютого 2022

Композитор: Олів'є Дерів'єр
The Smile: A Light for Attracting Attention

Реліз: 13 May 2022

Лейбл: XL Recordings
The Smile: Wall of Eyes

Реліз: 26 січня 2024

Лейбл: XL Recordings
The Smile: Cutouts

Реліз: 4 жовтня 2024

Лейбл: XL Recordings